# Panambí
Panambí é um município do departamento de Oberá, na província de Misiones, na Argentina.

## Topônimo
"Panambi" é um termo da língua guarani que significa "borboleta".

## Características
O município conta com uma população de 5 470 habitantes, segundo o censo do ano 2001 do Instituto Nacional de Estatística e Censos da Argentina.
O município faz fronteira com a cidade brasileira de Porto Vera Cruz, no estado do Rio Grande do Sul.